# سایمون آرچر
سایمون آرچر (انگلیسی: Simon Archer؛ زادهٔ ۲۷ ژوئن ۱۹۷۳) بدمینتون‌باز اهل بریتانیا است.